# Kolonisation
För andra betydelser, se Kolonisation (olika betydelser).
Kolonisation, eller kolonisering, är ett fenomen som uppstår när en eller flera arter bosätter sig i ett nytt område. Ursprungsbetydelsen, som kommer från latinets colere, "att bebo, besöka, utöva, vakta, respektera", och colōnus, "odlare", "nybyggare" syftade endast på människans utbredning. Termen  kolonisering inom biogeologi lånades på 1800-talet för att beskriva beteenden hos fåglar, bakterier och växter som lyckas etablera sig i ett nytt område. .
Mänsklig kolonisering inbegriper inte bara det som associeras med kolonialism (kolonisering), det vill säga att en stat gör ett område och en befolkning i en annan världsdel till en koloni, exempelvis genom att etablera handelsposter och plantager och förflytta ursprungsbefolkning, ofta i ett imperialistiskt syfte att skapa ett kolonialvälde och handla med kolonialvaror. Kolonisering har även en utvidgad betydelse som innebär att ett mer eller mindre outnyttjat område befolkas, bebyggs och odlas upp, exempelvis genom anläggande av nybyggarkolonier. Nutida exempel är koloniseringen av Antarktis, och förväntade framtida exempel är rymdkolonisering såsom kolonisering av Mars. 
I ändå vidare betydelse beskriver kolonisering alla storskaliga migrationsflöden av en befolkning till en obebodd plats.[källa behövs]
Svenska exempel är:
- De första migrationerna till det som nu är Sverige under förhistorisk tid, i synnerhet av jordbrukssamhällen från och med neolitikum
- Den svenska koloniseringen av Finland under 1200- till 1400-talet
- Svensktalande kolonisering av Norra Norrland sedan 1300-talet
- Den svenska koloniseringen av Amerika på 1600-talet
- Australiensvenskars bosättningar sedan senare delen av 1800-talet